# 三台子街道
三台子街道，是中华人民共和国辽宁省沈阳市皇姑区下辖的一个乡镇级行政单位。 街道办事处驻皇姑区陵北街12号。

## 行政区划
三台子街道下辖以下地区：
桔蔷社区、梅江西社区、五四社区、新航社区、梅江东社区、北飞社区、百花社区、牡丹社区、乐山社区、松莲社区、柳江社区、东油馨村社区和芙蓉山社区。